# Accipiter gentilis arrigonii
L'astore sardo (Accipiter gentilis arrigonii, Kleinschmidt 1903) è un uccello rapace della famiglia Accipitridae, endemico della Sardegna e della Corsica.

## Descrizione
In confronto alla sottospecie tipo (A. gentilis gentilis), l'astore sardo ha un piumaggio più scuro e dimensioni minori.
L'adulto ha un capo con colorazione scura interrotta da zone biancastre: vertice e nuca sono di colore ardesia, il sopracciglio si presenta con una fascia bianca, assottigliata anteriormente verso la cera . La regione orbitale ha una colorazione bruno-nerastra che si prolunga posteriormente fino a ricongiungersi con la nuca. Striature bianche sono presenti sulla nuca. Su dorso, sulle ali e sulla coda prevale una colorazione zonata variabile dal grigio ardesia al bruno, con tonalità più scure sulle remiganti e alcune fasce nere trasversali sulle timoniere. L'apice di queste ultime è bianco. Sulle regioni ventrali (gola, petto, ventre, calzoni) prevale una colorazione bianca con numerose e fitte barre brune orizzontali evidenti sul petto, sul ventre, sui calzoni e sulle ali. Il sottocoda è bianco, la coda riprende la zonatura a bande scure alternate al bianco. Il becco è nero-bluastro, con cera gialla, le zampe gialle. Fra i sessi non ci sono sostanziali differenze a parte un maggior contrasto di colori nel maschio e una tonalità più tendente al bruno nella femmina.
Il giovane ha una colorazione che tende al marrone, con testa più chiara e più striata rispetto all'adulto. Le parti ventrali hanno tonalità variabili dal castano al fulvo-biancastro, interrotte da macchie scure, soprattutto sul petto, sul ventre e sulle ali.
Il dimorfismo sessuale si evidenzia nella taglia: le femmine sono più grandi, delle dimensioni di un maschio di poiana, i maschi più piccoli di circa un terzo, delle dimensioni di una femmina di sparviere. L'apertura alare varia dagli 85 ai 120 cm. In rapporto alla testa e al corpo le ali sono poco lunghe, adattamento morfologico dell'astore all'habitat forestale.
Il volo è caratterizzato da battiti lenti e profondi alternati a brevi planate e volteggi. Nella planata e nel volteggio le ali sono tenute piatte e orizzontali, con la regione remigante che forma un profilo a S, la coda aperta.

## Habitat e diffusione
L'habitat tipico dell'astore è quello delle foreste ad alto fusto, prevalentemente di aghifoglie. L'habitat dell'astore sardo si differenzia per le prerogative ambientali della Sardegna e della Corsica. In Corsica popola le foreste di Pinus pinaster di circa 100 anni, quelle di Pinus nigra di 140 anni e quelle di Quercus di 60-80 anni. In Sardegna popola le foreste e le macchie foreste a Quercus ilex e Quercus suber di circa 30 anni d'età. Sempre in Sardegna la riduzione della copertura boschiva ha determinato una drastica riduzione dell'areale dell'astore sardo, frammentandolo nelle regioni montuose a più alta copertura forestale. Attualmente è presente nelle foreste e nelle macchie-foresta dei principali massicci montuosi (Gennargentu, Supramonte, Limbara, Marghine, Goceano, Planargia, Montiferru, Monte Arci, Monte Linas, Sulcis, Sarrabus, Gerrei).

## Etologia
L'astore è una specie elusiva e solitaria, con l'eccezione del periodo degli amori, in corrispondenza del quale si verificano i voli di corteggiamento. L'epoca del corteggiamento e della riproduzione cade nei mesi di febbraio e marzo e la deposizione delle uova ha luogo ad aprile-maggio, con 2-4 uova deposte in pochi giorni. Il nido è costruito sugli alberi, utilizzando rametti, oppure riciclando i nidi di altri uccelli. L'incubazione dura circa 5 settimane, i piccoli restano sul nido 5-6 settimane, abbandonandolo in piena estate.
La sua dieta è prevalentemente composta da altri uccelli di piccole o medie dimensioni e, secondariamente, da piccoli mammiferi, mentre raramente si ciba di rettili, insetti e carogne. L'attività predatoria è svolta con agguati dagli alberi e con agili inseguimenti fra gli alberi.

## Fattori di rischio
La popolazione dell'astore è stimata nell'ordine di 60-80 coppie in Sardegna  e 50-80 in Corsica . Il principale fattore di minaccia è rappresentato dalla riduzione della superficie boschiva dovuta a disboscamenti e incendi : contrariamente allo sparviere, l'astore è strettamente associato a formazioni forestali mature perciò la sua diffusione è strettamente dipendente dall'estensione dei boschi ad alto fusto. Da documentazioni risalenti agli anni venti  si evince che in passato l'astore sardo avesse una diffusione molto più ampia di quella attuale.
Lo status di protezione è definito dalla Legge n. 503 del 1981 Allegato III (che recepisce la Convenzione di Berna), dalla Direttiva dell'Unione Europea n. 409 del 1979 Allegato I e dalla Legge regionale n. 23 del 1998.
Lo stato di conservazione è classificato nella categoria EN (endangered) a livello nazionale e regionale .